# Francisco Granados Calero
Francisco Granados Calero (Manzanares (Ciudad Real), 16 de septiembre de 1936 - Valencia, 20 de enero de 2005) fue un jurista, abogado y político español.

## Biografía
Doctor en Derecho, miembro del Partido Socialista Obrero Español (PSOE), fue responsable de la Comisión Federal de Conflictos de dicha formación en la década de 1980. Diputado del PSOE en el Congreso por la circunscripción de Ciudad Real elegido en 1982 y 1986, tiempo durante el cual fue miembro de la Diputación Permanente (1986) y secretario primero de la misma (1986-1989), así como vicepresidente tercero del Congreso (1986-1989). En 1990 fue nombrado delegado del Gobierno en la Comunidad Valenciana, cargo que desempeñó hasta 1995. En 2000 fue presidente de la comisión gestora que se encargó de dirigir el Partido Socialista del País Valenciano (PSPV-PSOE) tras la dimisión de su secretario general, Joan Romero. En 1999 fue elegido presidente de la  Asociación Valenciana de Juristas Demócratas, cargo que desempeñó hasta su fallecimiento.

## Obras jurídicas destacadas
De entre sus publicaciones, destacan:
- Granados Calero, Francisco (1996). El jurado en España: (incluye las modificaciones operadas por las leyes 8y 10/95). Valencia: Tirant lo Blanch. ISBN 84-8002-292-2.
- — (1992). «Las relaciones de la Administración Central con la Autonómica». Dels furs a l'estatut : actes del I Congrés d'Administració Valenciana, de la Història a la Modernitat, València 1992. Valencia. ISBN 84-7890-910-9.
- — (1991). «Diputados y senadores: su igualdad ante la ley». El principio de igualdad en la Constitución española : XI Jornadas de Estudio 1. ISBN 84-7787-081-0.
- — (1989). El Ministerio Fiscal. Tecnos. ISBN 9788430917563.